# The Sandbox

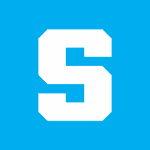
Logomarca

The Sandbox é um videogame para iOS e Android que foi lançado pela primeira vez em 15 de maio de 2012. Foi desenvolvido pela Pixowl e assumido pela Animoca Brands em 2018.
O editor de jogos gratuitos Voxedit está disponível para download desde 2019. Em 5 de dezembro de 2019, todas as unidades virtuais de pré-venda do LAND foram vendidas em 4 horas. Entre 19 de julho e 19 de setembro de 2019, a Square Enix, a B Cryptos e a True Global Ventures investiram US $ 2,01 milhões na The Sandbox.